# Parobé (ort)
Parobé är en ort i Brasilien.   Den ligger i kommunen Parobé och delstaten Rio Grande do Sul, i den södra delen av landet, 1 600 km söder om huvudstaden Brasília. Parobé ligger 55 meter över havet och antalet invånare är 48 559.
Terrängen runt Parobé är platt åt sydväst, men åt nordost är den kuperad. Runt Parobé är det tätbefolkat, med 383 invånare per kvadratkilometer.. Närmaste större samhälle är Sapiranga, 16,6 km väster om Parobé.
I omgivningarna runt Parobé växer huvudsakligen savannskog.